# Ròcahòrt de Garona
Ròcahòrt de Garona (francès Roquefort-sur-Garonne) és un municipi del departament francès de l'Alta Garona, a la regió d'Occitània, a la confluència dels rius Garona i Salat.